# Народни музеј саобраћаја (Бугарска)
Народни музеј саобраћаја (буг. Национален музей на транспорта) у граду Русе у Бугарској, налази се на обали Дунава. Музеј је смештен у згради прве железничке станици у земљи, саграђене 1866. године.

## Музеј
Изложбе су постављене како унутар тако и изван старе станице. Међу експонатима изван зграде налазе се више од десет парних машина, укључујући и најстарију парну машину сачувану у земљи (класа П3/Зз), направљену у Енглеској 1868. године и разне железничке вагоне, укључујући и личне вагоне краљева Фердинанда I од Бугарске и Бориса ІІІ од Бугарске, као и вагоне султана Османског царства од 1866.
Од 2007. године музеј је недовољно финансиран, важни мотори и вагони се складиште на отвореном без готово било каквог одржавања, а влажан ваздух из оближњег Дунава значајно убрзава њихово пропадање. 
Музеј је проглашен Народним музејом железничког саобраћаја и комуникација 26. јуна 1996. године, у знак обележавања стогодишњице пруге у Бугарској, а зграда је проглашена као историјска баштина. Музејски експонати коришћени су у филмовима "Капетан Петко Војводина" (Капитан Петко Войвода), "Записи бугарских упада" (Записки по българските въстания) и руско-бугарска продукција "Турски Гамбит"

## Стара железничка станица
Изградња старе железничке станице Русе започела је 1863. године и завршена је три године касније. Станица се налази у (тадашњој) периферији Русе, у близини високе обале Дунава, насупрот Ђурђу. Сада не функционише.
Изградња железничке станице била је почетак већег пројекта - железница Русе-Варна, изведена под Енглеским, Француским и Аустроугарским притиском. Нова железница је имала за циљ да скрати путовања од Лондона до Истанбула за пет или шест дана. Његове архитектонске и конструктивне планове омогућила су браћа Бирклек. У близини је изграђен водени торањ, подупирајући речни зид и још неколико објеката, користећи бели кречњак из околних села. Године 1866. завршена је изградња станице, а имала је и чекаоницу, простор за управника станице, канцеларију за одговорног службеника и неке друге просторије.
Управа за експлоатацију, са седиштем у Лондону, окупирала је зграду убрзо након њеног отварања. Већина службеника и помоћног особља били су Бугари. Георги Цончев је био генерални надзорник пруге у Варни. Иларион Драгостинов, Иван Ведар и Ради Иванов су тамо радили као телеграфски оператери; Георги Икономов је био оператер скретничар. Железничка станица развила је масовну путничку и теретну делатност за своје време, делом због суседне луке.
После отварања железничке пруге Русе-Велико Трново 1900. године са својом првом станицом "Русе Југ", стара станица је преименована у "Русе Исток" и остала функционална до лансирања ранжирне станице у јуну 1954. године, када је претворен у (део) Бугарског Народног музеја саобраћаја.

## Галерија
- Султанова кола
- Унутрашњост вагона са грејањем
- Унутрашњост - слотови за транспорт поште
- Ручна кола